# Bí ngô
Bí ngô hay bí đỏ 

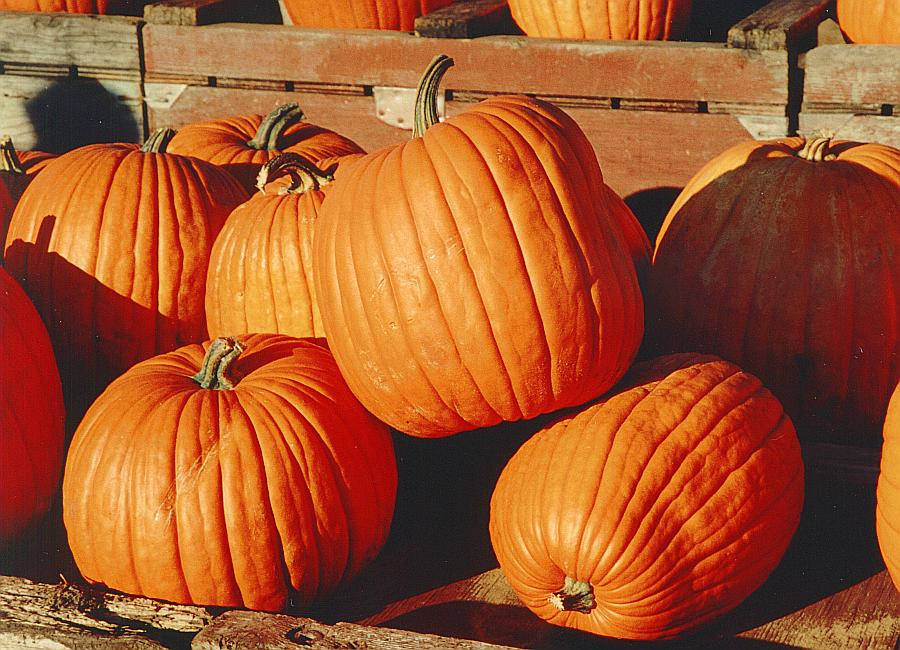
Bí ngô

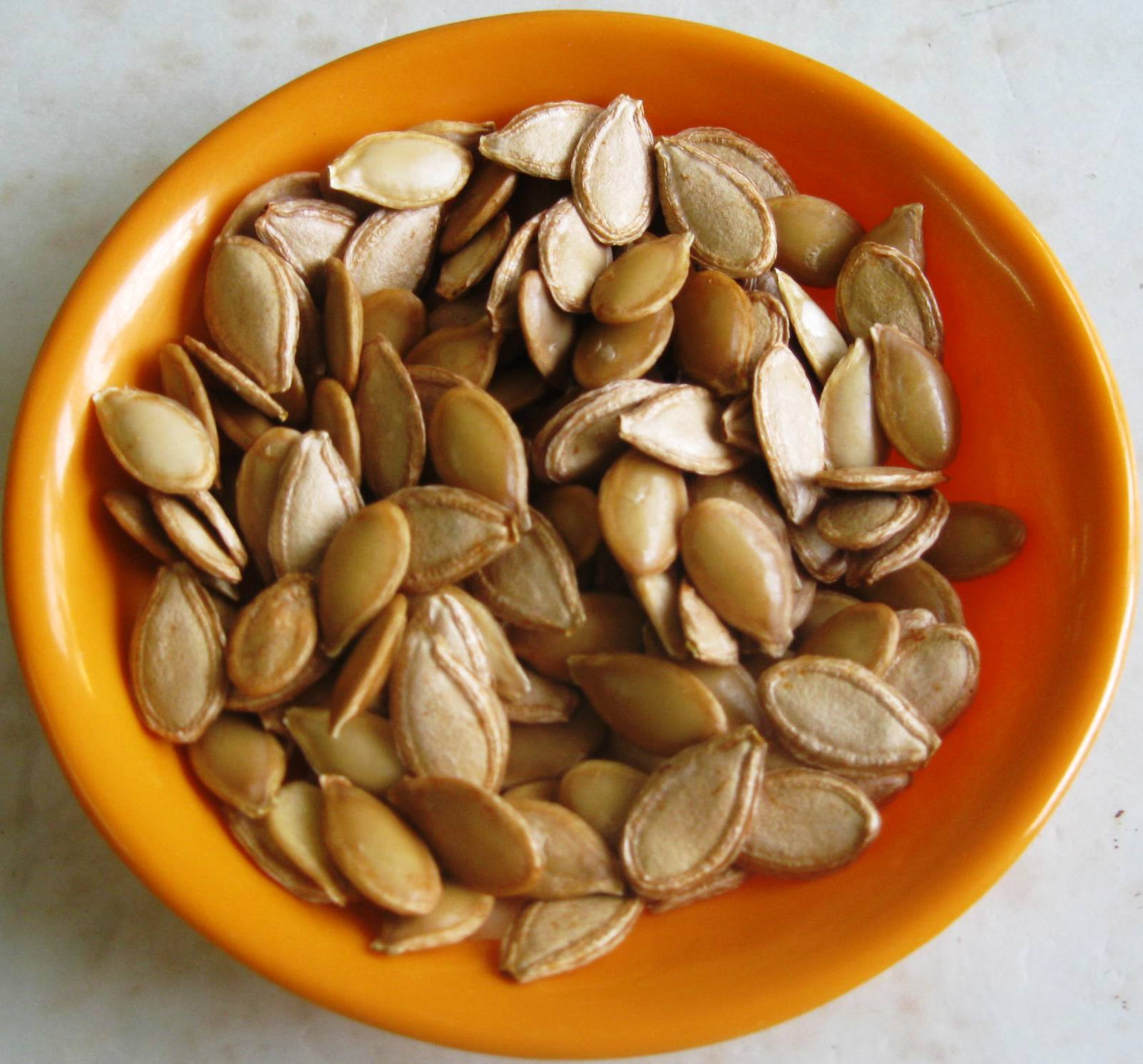
Hạt bí ngô (chín)

(phương ngữ Nam bộ gọi là bí rợ) là một loại cây dây thuộc chi Cucurbita, họ Bầu bí (Cucurbitaceae). Đây là tên thông dụng để chỉ các loại cây thuộc các loài: Cucurbita pepo, Cucurbita mixta, Cucurbita maxima, và Cucurbita moschata.
Nguồn gốc của bí ngô chưa được xác định tuy nhiên nhiều người cho rằng bí ngô có nguồn gốc ở Bắc Mỹ. Bằng chứng cổ nhất là các hạt bí ngô có trong niên đại từ năm 7000 đến 5500 trước Công nguyên đã được tìm thấy ở Mexico. Đây là loại quả lớn nhất trên thế giới.

## Miêu tả
Bí ngô cân nặng từ 0,45 kg trở lên và có thể nặng đến hơn 450 kg, như trường hợp một nông dân người Anh trồng một quả đạt 608,3 kg. Bí có hình cầu hoặc hình trụ, chín thì màu vàng cam, Bên ngoài có khía chia thành từng múi. Ruột bí có nhiều hột. Hạt dẹp, hình bầu dục có chứa nhiều dầu. Quả bí nặng nhất hiện nay được cân vào năm 2014, nặng 1054 kg 

## Thực phẩm
Cây bí ngô được dùng làm thức ăn ngoài quả bí thì nụ, hoa, ngọn và lá non cũng được thu hoạch. Thịt bí ngô chứa nhiều sinh tố và khoáng chất, cũng là một vị thuốc nam trị nhiều bệnh.

### Giá trị dinh dưỡng
Trong các loại quả chứa hàm lượng dinh dưỡng cao, bí đỏ được xếp ở vị trí đầu tiên. Trong bí đỏ có chứa sắt, kali, phosphor, nước, protein thực vật, gluxit,.. các axit béo linoleic, cùng các vitamin C, vitamin B1, B2, B5, B6, PP. Ăn bí đỏ rất tốt cho não bộ, làm tăng cường miễn dịch, giúp tim khỏe mạnh, mắt sáng, cho giấc ngủ ngon hơn và hỗ trợ cho việc chăm sóc da cũng như làm đẹp, giúp giảm cân...
Quả bí đỏ giàu beta caroten tiền vitamin A, chứa 85 - 91% nước, chất đạm 0,8 - 2 g, chất béo 0,1 - 0,5 g, chất bột đường 3,3 - 11 g, năng lượng 85 -170 kJ/100 g.

## Văn hóa

### Lễ hội
Bí ngô xuất trong các lễ hội như Halloween (Jack-O-Lantern), Chunking, các lễ hội và cuộc thi về bí ngô

### Văn học
Truyện cổ tích Cô bé Lọ Lem, quả bí ngô sẽ được bà tiên đỡ đầu biến thành xe ngựa để giúp Lọ Lem đi dự lễ hội

### Âm nhạc
Bài hát dân ca Nam Bộ thiếu nhi Việt Nam "Bắc Kim Thang" có nhắc đến loại bí này:
Bắt kim thang cà lang bí rợ
Cột qua kèo là kèo qua cột
Chú bán dầu qua cầu mà té
Chú bán ếch ở lại làm chi
Con le le đánh trống thổi kèn
Con bìm bịp thổi tò tí te tò te

## Hình ảnh

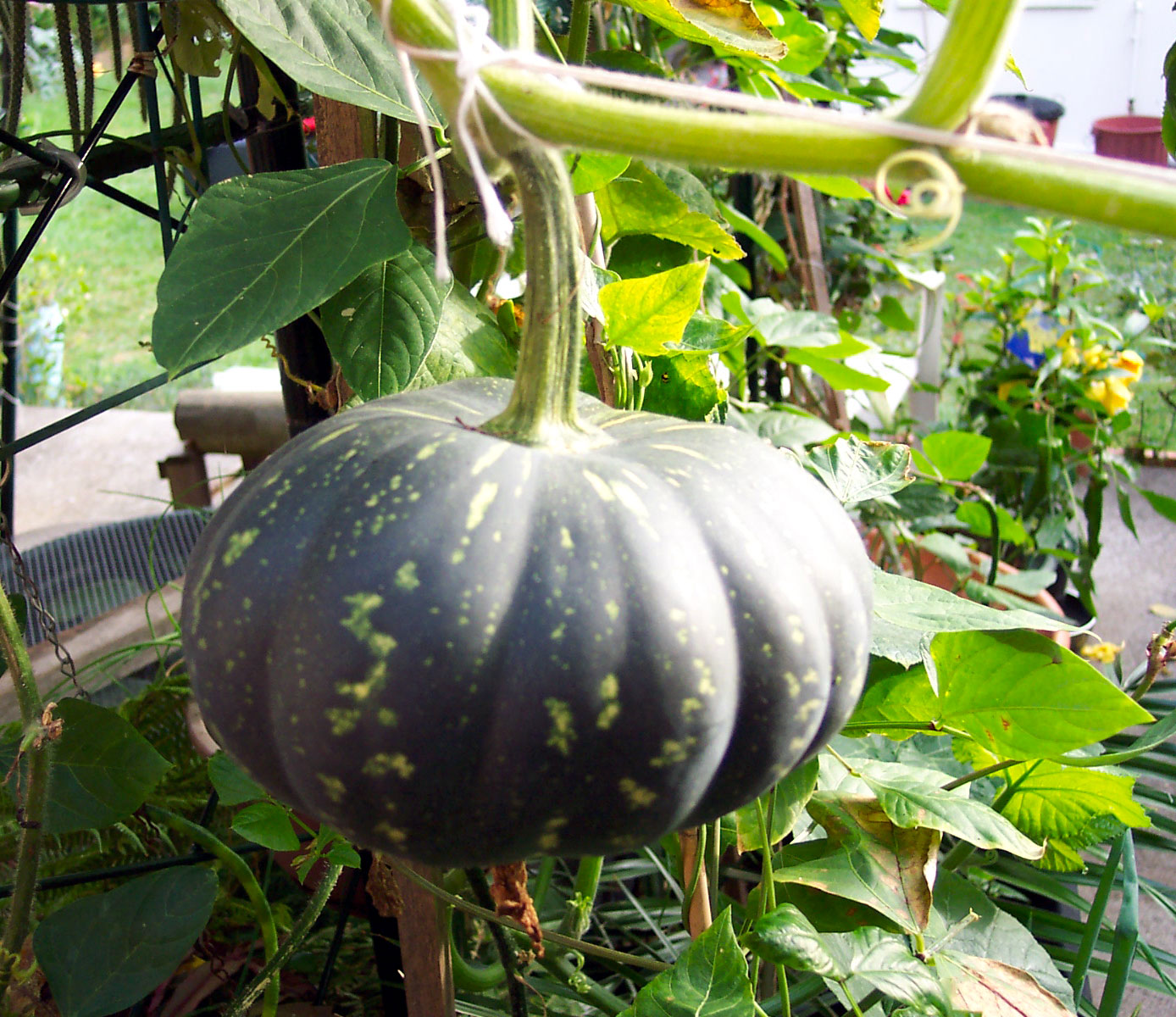
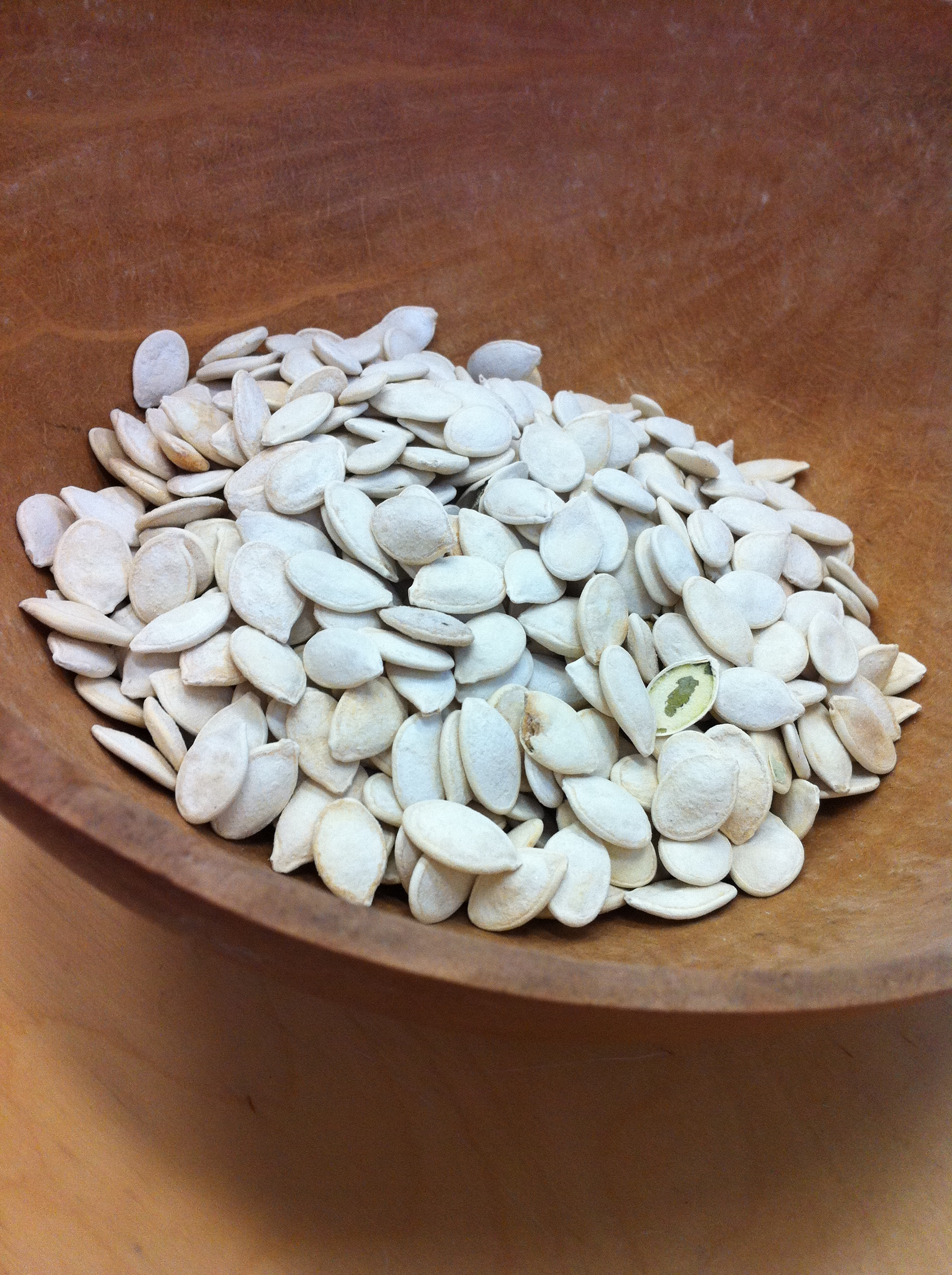
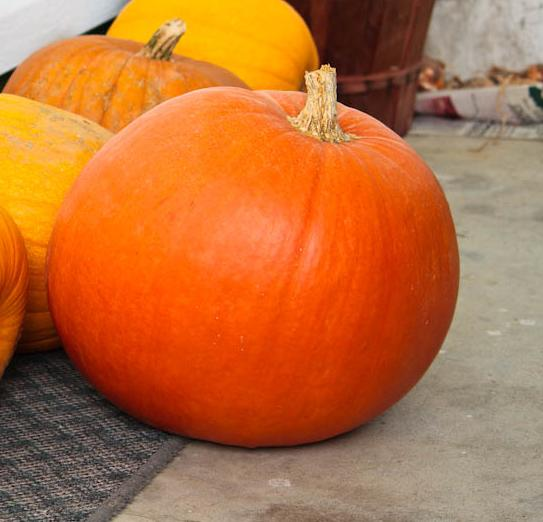